# أندي مالكوم
أندي مالكوم (بالإنجليزية: Andy Malcolm)‏ (4 مايو 1933 في المملكة المتحدة - 26 ديسمبر 2013 في جنوب أفريقيا) هو لاعب كرة قدم بريطاني في مركز نصف الجناح. لعب مع تشيلسي وكوينز بارك رينجرز ووست هام يونايتد.

## وصلات خارجية
- أندي مالكوم على موقع قاعدة بيانات كرة القدم.إي يو (الإنجليزية)